# Манатуту (район)
Манатуту (порт. Manatuto, тетум Manatutu) — один з 13 районів Східного Тимору. Площа 1785,96 км². Адміністративний центр району також носить назву Манатуту.
У районі народився перший президент Східного Тимору, а також прем'єр міністр країни — Шанана Гужмау. Він народився в селі Лалейя, за 19 км на схід від міста Манатуту.

## Географія
Розташований в центральній частині країни, тягнучись від північного до південного узбережжя острова. Межує з районами: Баукау (на північному сході), Вікеке (на південному сході), Ділі (на північному заході), Айлеу (на заході) і Мануфагі (на південному заході). На півночі омивається водами протоки Ветар, а на півдні — водами Тиморського моря.
Через район протікає річка Північна Лакло, що впадає в протоку Ветар.

## Населення
Населення району за даними на 2010 рік становить 42 742 осіб; для порівняння, на 2004 рік воно налічувало 36 719 осіб. Щільність населення — 23,93 чол. / Км². Середній вік населення становить 18,7 років. У період з 1990 по 2004 роки середній щорічний приріст населення склав 1,06 %.
33,4 % населення говорять на мові галолі; 26,0 % — на мові ідалака; 20,1 % — на тетум; 7,4 % — на мамбаї; 5,1 % — на хабун. Поширені також інші місцеві мови і діалекти. 41,2 % населення володіють мовою тетум (включаючи тих, для яких вона є другою і третьою мовами); 36,2 % володіють індонезійською і 10,5 % — португальською. 60,6 % населення неписьменні (63,6 % жінок і 57,7 % чоловіків). Тільки 10,3 % осіб старше 18 років закінчили середню школу (8,1 % жінок і 12,5 % чоловіків).
За даними на 2004 рік 97,5 % населення складають католики; 1,9 % — прихильники традиційних анімістичних вірувань і 0,2 % — протестанти.

## Адміністративний поділ

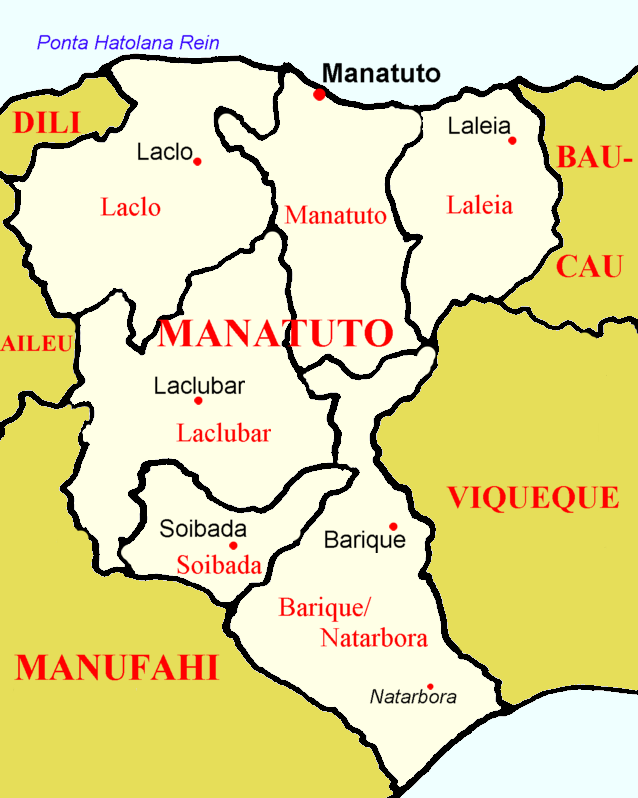
Aдміністратівноe поділу району

В адміністративному відношенні поділяється на 6 підрайонів:
| Підрайон | Населення, чол. (2010) | Площа, км² |
| -------- | ---------------------- | ---------- |
| Баріке   | 4768                   | 397,40     |
| Лаклу    | 7618                   | 368,74     |
| Лаклубар | 11 682                 | 392,00     |
| Лалейя   | 3089                   | 226,09     |
| Манатуту | 12 555                 | 271,38     |
| Сойбада  | 3030                   | 130,34     |

## Галерея

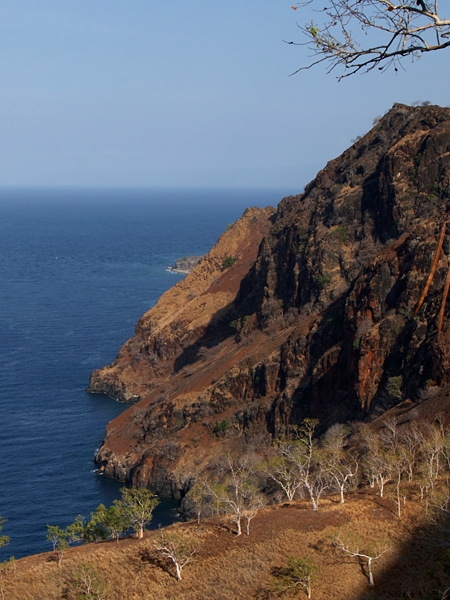
Кліф на узбережжі в Манатуту
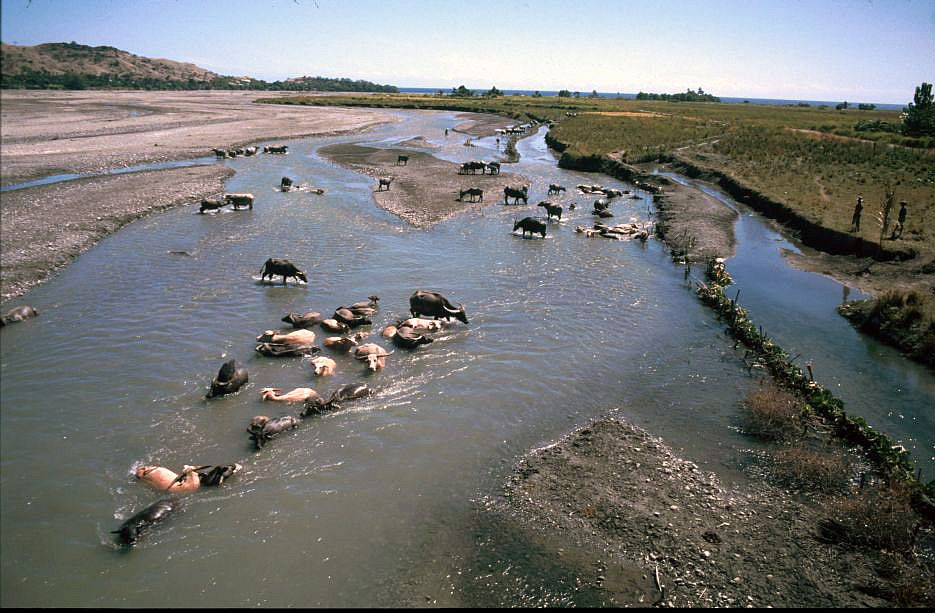
Річка північна Лакло в Манатуту
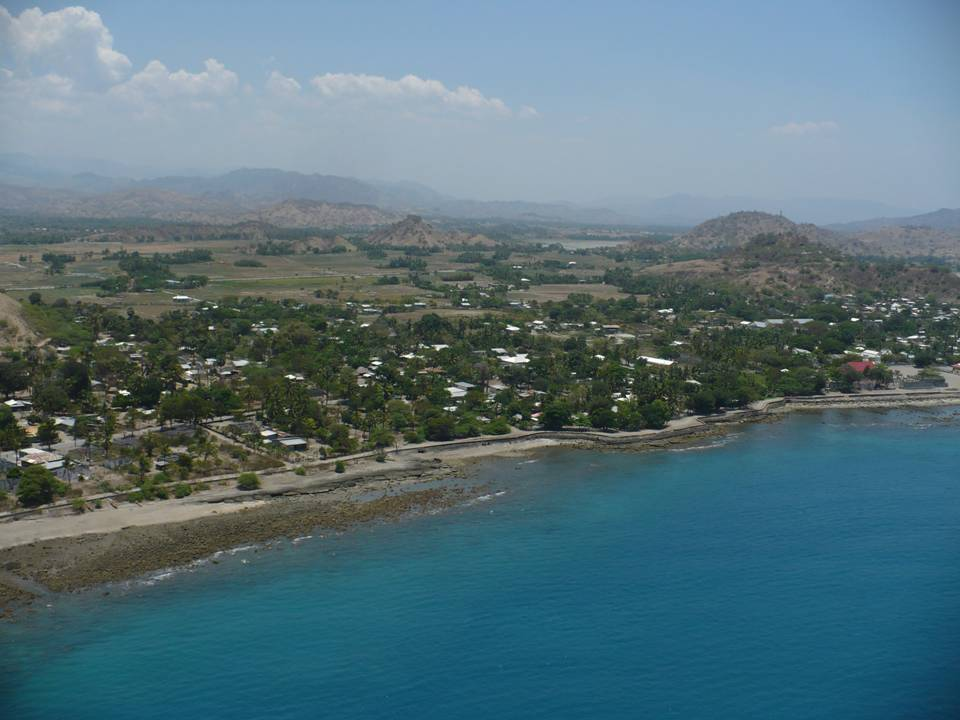
Вид на місто Манатуту